# Sint-Arnoldusabdij
De Sint-Arnoldusabdij was van de 6e eeuw tot 1794 een benedictijnerabdij in Metz in het huidige Franse departement Moselle. De Franse namen zijn l’abbaye Saint-Arnould of Saint-Arnoult ofwel de oudste naam abbaye des Saints-Apôtres de Metz. Pas in de 7e eeuw werd de abdij immers genoemd naar de heilige Arnulf of Arnold van Metz, een Frankische edelman en bisschop van Metz. De abdij lag in het bisdom Metz, en tot de Franse Revolutie betekende dit de kerkprovincie van de aartsbisschoppen van Trier.

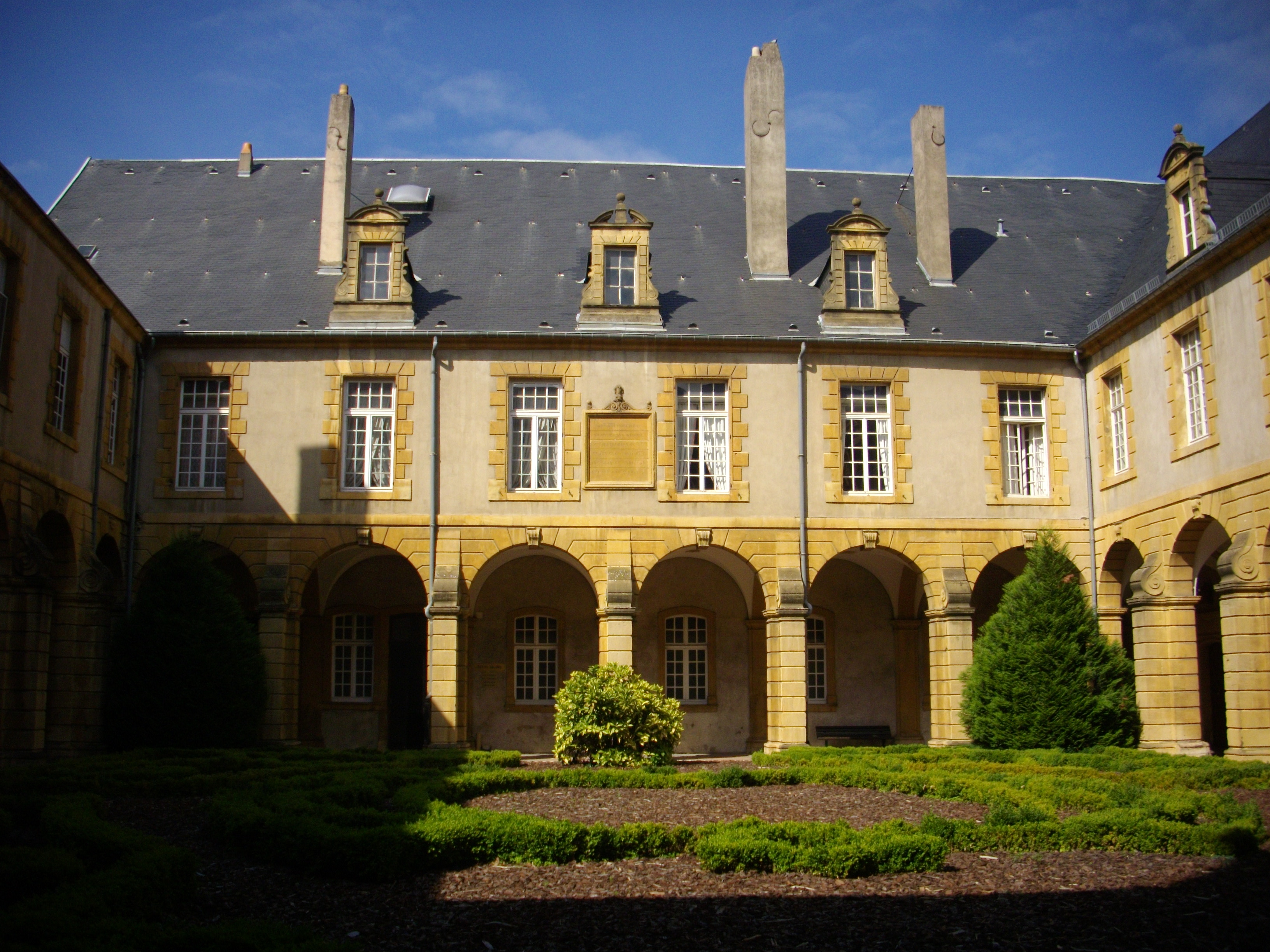
Sint-Arnoldusabdij, heropgebouwd

## Middeleeuwen
Reeds in de 6e eeuw steunden de graaf-bisschoppen van Metz de ontwikkeling van een abdij buiten de stadswallen van Metz. De relieken van bisschop Arnulf van Metz betekenden het begin van de groei van de abdij van benedictijnen. Karel de Grote richtte in de abdij een koninklijke begraafplaats in, omwille van de verering van zijn voorvader bisschop Arnulf. Zo werden er verschillende Karolingen begraven, onder meer Karels zonen keizer Lodewijk de Vrome en Drogo.
In de 9e en 10e eeuw werd de abdij verwoest door de Noormannen, die stroomopwaarts de Moezel voeren naar Metz. In deze periode joeg bisschop Adalbero I van Metz de monniken weg om ze te vervangen door de hervormers van de abdij van Gorze. De abdijkerk werd nog groter herbouwd en voorzien van de relieken van de Romeinse heilige Gorgonius. De abdij was op haar hoogtepunt.

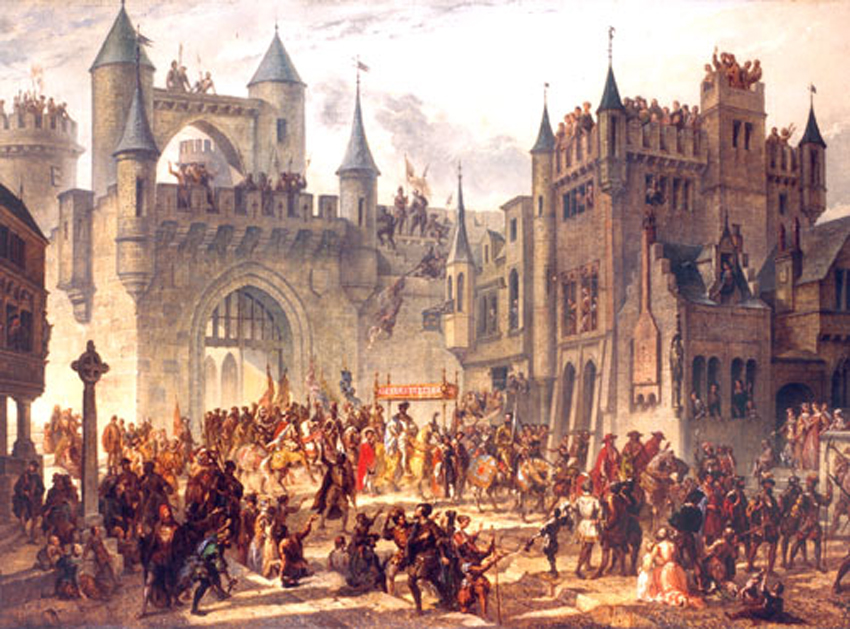
Triomfantelijke intocht van Hendrik II in Metz

## Keizer Karel en Hendrik II
In de 16e eeuw belegerde Keizer Karel de drie prinsbisdommen van Opper-Lotharingen, waaronder Metz. Het Franse leger sloopte de abdij om de stadswallen van Metz beter te kunnen verdedigen (1552). Keizer Karel was woest omdat de Franse koning de drie prinsbisdommen (op papier) had ingelijfd. De benedictijnen verhuisden naar een klooster binnen de stadsmuren wat ze konden dragen van kostbaarheden en grafversieringen. Keizer Karel droop af na het beleg van Metz. Na de triomfantelijke intrede van koning Hendrik II van Frankrijk in Metz, besliste deze de Sint-Arnoldusabdij herop te bouwen, alsook er een mausoleum te maken ter ere van zijn voorvader Lodewijk de Vrome. Dit paste in de eeuwenlange traditie van Metz om eerbewijzen aan de Karolingen te brengen. Het was tevens een eerbewijs aan zijn dynastie van het Huis Valois. De benedictijnen bleven wonen in de Abbaye Royale de Saint-Arnould tot 1790. De abdij werd geplunderd tijdens de Franse Revolutie.

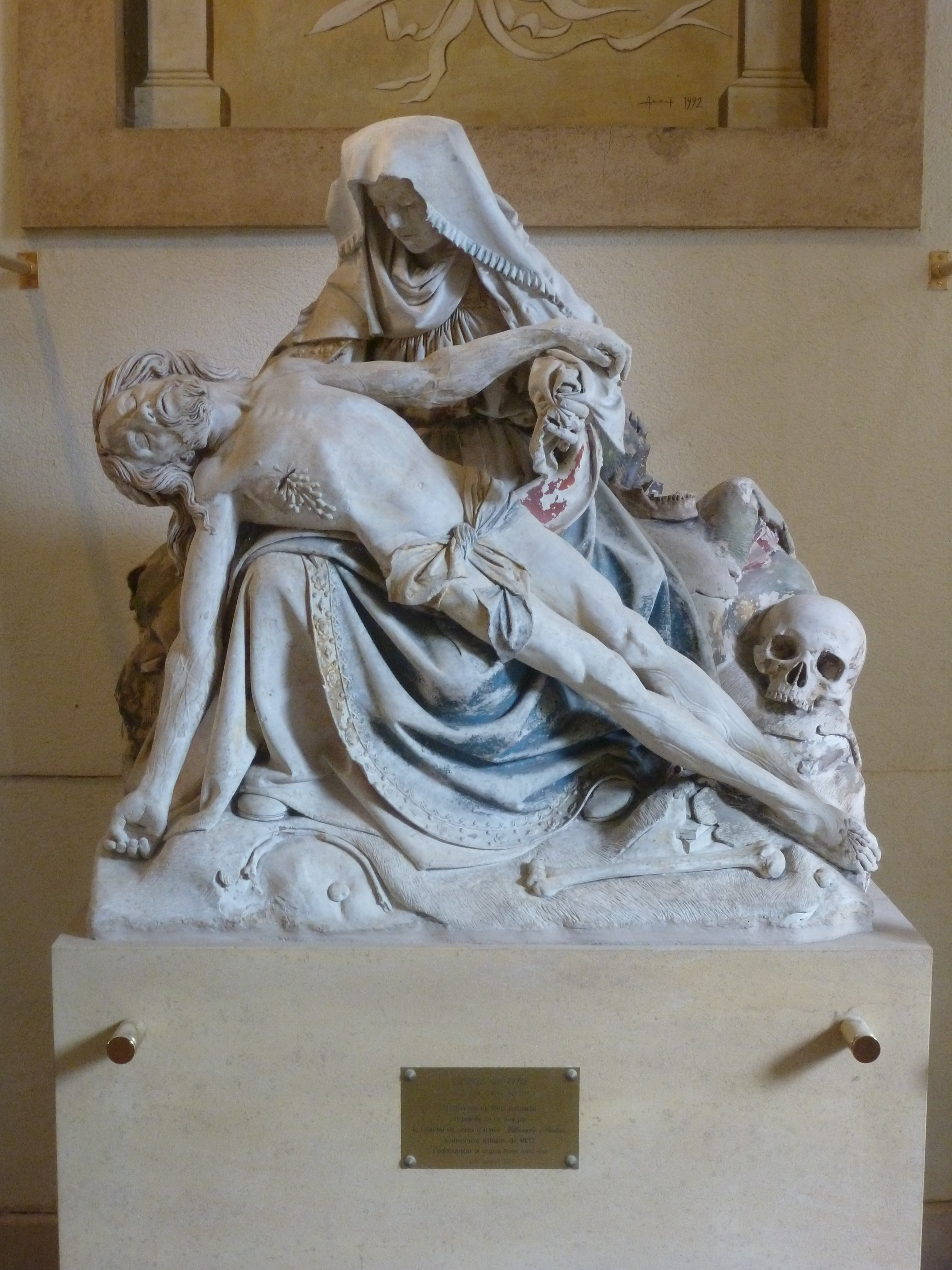
Piëta uit de voormalige Sint-Arnoldusabdij

## Militaire school
Nadien werd in de restanten van de abdij een militaire school opgericht. Deze diende in de 19e eeuw eerst de Franse staat en, na de Frans-Duitse Oorlog, het Duitse Keizerrijk, die de nieuwe heerser was van Elzas-Lotharingen. Vandaag is de abdij nog steeds in gebruik door het Franse leger.